# Діброва (Жмеринський район)
Дібро́ва — селище в Україні, у Барській міській громаді Жмеринського району Вінницької області.

## Історія
12 червня 2020 року, відповідно до розпорядження Кабінету Міністрів України № 707-р «Про визначення адміністративних центрів та затвердження територій територіальних громад Вінницької області», селище увійшло до складу Барської міської громади.
17 липня 2020 року, в результаті адміністративно-територіальної реформи та ліквідації Барського району, селище увійшло до складу Жмеринського району.

## Пам'ятки
- Зоологічна пам'ятка природи місцевого значення «Колонія сірих чапель».